# تنمية إيجابية للبالغين
التنمية الإيجابية للبالغين هو فرع من علم النفس التنموي، يدرس النمو الإيجابي خلال مرحلة البلوغ. وهو أحد الأشكال الأربعة الرئيسية لدراسة نمو البالغين التي يمكن تحديدها، وفقًا لمايكل كومنز؛ الأشكال الثلاثة الأخرى هي التغير بلا اتجاه، والركود، والانحدار. كما قسّم كومنز مفهوم النمو الإيجابي للبالغين إلى ستة مجالات دراسية مميزة: التعقيد الهرمي (أي الترتيبات أو المراحل)، والمعرفة، والخبرة، والمهارة، والحكمة، والروحانية.